# Wilhelm Wattenbach
Wilhelm Wattenbach (22. september 1819 i Holstein — 20. september 1897 i Frankfurt a. M.) var en tysk historiker.
Wattenbach virkede fra 1872 ved Berlins Universitet som fortræffelig lærer i de historiske hjælpevidenskaber og har på dette område udfoldet en stor forfattervirksomhed. Han har således givet gode læremidler i palæografien og forfattet en grundig håndbog: Das Schriftwesen im Mittelalter (3. oplag 1896). Wattenbachs hovedværk er Deutschlands Geschichtsquellen im Mittelalter bis zur Mitte des 13. Jahrhunderts (1858), som i nye udgaver stadig blev holdt på højde med den rask fremadskridende forskning (6. oplag, 2 bind, 1893-94).